# 中萨瓦统计区
中萨瓦统计区，是斯洛文尼亚的一个统计区，位於該國中部。面積485平方公里，人口57,567人(2015年)，最大城市為特爾博夫列。中萨瓦统计区是斯洛維尼亞面積最小的統計區。